# Championnat d'Afrique masculin de basket-ball 1992
Navigation
Angola 1989 Kenya 1993
Le championnat d'Afrique de basket-ball 1992 est la seizième édition du championnat d'Afrique des nations. Elle s'est déroulée du 28 décembre 1992 au 8 janvier 1993 au Caire en Égypte. L'Angola remporte son deuxième titre.

## Classement final
| Position | Équipe        | Bilan |
| -------- | ------------- | ----- |
| 1        | Angola        | 6v-0d |
| 2        | Sénégal       | 4v-2d |
| 3        | Égypte        | 5v-1d |
| 4        | Mali          | 3v-4d |
| 5        | Nigeria       | 4v-2d |
| 6        | Centrafrique  | 2v-3d |
| 7        | Tunisie       | 1v-4d |
| 8        | Cameroun      | 2v-4d |
| 9        | Algérie       | 2v-4d |
| 10       | Maroc         | 1v-4d |
| 11       | Côte d'Ivoire | 1v-4d |